# José Carlos Plaza
José Carlos Plaza (Madri, 1943) é um diretor teatral espanhol.